# Европейский гимнастический союз
Европейский гимнастический союз (фр. Union Européenne de Gymnastique, сокр. УЕЖ или UEG) — спортивная организация, союз национальных гимнастических федераций стран Европы. Основана в 1982 году.
Наиболее важными видами спорта среди тех, соревнования по которым союз организует, являются мужская и женская спортивная гимнастика, художественная гимнастика и прыжки на батуте.
Также союз представляет интересы своей части света в Международной федерации гимнастики.

## Федерации-члены
По состоянию на 2014 год в союз входят 48 национальных гимнастических федераций.

## Соревнования
Европейский гимнастический союз организует ряд соревнований по гимнастике в Европе. Главные из них:
| Вид спорта                | Турнир                                                                  | Впервые состоялся         | Текущая периодичность |
| ------------------------- | ----------------------------------------------------------------------- | ------------------------- | --------------------- |
| Спортивная гимнастика     | Чемпионат Европы по спортивной гимнастике (среди мужчин и среди женщин) | 1955 (муж.) / 1957 (жен.) | Ежегодно              |
| Художественная гимнастика | Чемпионат Европы по художественной гимнастике                           | 1978                      | Ежегодно              |